# Golofa solisi
Golofa solisi är en skalbaggsart som beskrevs av Brett C.Ratcliffe 2003. Golofa solisi ingår i släktet Golofa och familjen Dynastidae. Inga underarter finns listade i Catalogue of Life.